# Backpacker Junior
Backpacker Junior är ett datorspel från 1998 i serien Backpacker. Spelet utvecklades av Tati Mixedia och gavs ut av IQ Media Nordic.
Spelet bygger på de tidigare spelen fast riktar sig mer till yngre barn. Det utspelar sig i Europa.

### Fotnoter
1. ↑  ”Backpacker junior | Svensk mediedatabas (SMDB)”. smdb.kb.se. https://smdb.kb.se/catalog/id/001440507. Läst 11 maj 2018.
2. ↑  ”Backpacker Junior” (på engelska). Mobygames. 15 mars 1998. http://www.mobygames.com/game/backpacker-junior. Läst 19 maj 2015.